# Who Wants to Be a Millionaire? (Afrique du Sud)
Who Wants to Be a Millionaire? est la déclinaison sud-africaine du jeu télévisé britannique éponyme. Diffusé à l'origine sur la chaîne privée M-Net, l'émission est ensuite reprise par la chaîne publique SABC 3. À l'antenne durant quatre saisons, elle est brutalement interrompue en 2005.
Programme phare de la télévision sud-africaine pendant plusieurs années, le jeu était présenté par le journaliste Jeremy Maggs, qui animait une version en anglais. Un temps projetée, la version en afrikaans n'a finalement jamais vu le jour.
Le concept de l'émission était similaire à celui développé dans les autres pays, sur le modèle du programme initié au Royaume-Uni. Le but était de remporter la somme de 1 million de rands en répondant à une série de quinze questions, sur la base de questionnaires à choix multiples traitant de culture générale.
Deux paliers avaient été aménagés afin de permettre aux candidats de remporter une somme minimale : le premier palier était atteint au bout de la cinquième question (1000 rands), le second au bout de la dixième (32 000 rands).
Dans la version sud-africaine du jeu, chaque candidat pouvait disposer de trois jokers (Lifelines) : le 50/50 (Fifty-Fifty), l'appel à un ami (Phone a friend) et l'avis du public (Ask the audience).

## Échelle des Gains
- 1. question • R100
- 2. question • R200
- 3. question • R300
- 4. question • R500
- 5. question • R1,000 (Somme garantie)
- 6. question • R2,000
- 7. question • R4,000
- 8. question • R8,000
- 9. question • R16,000
- 10. question • R32,000 (Somme garantie)
- 11. question • R64,000
- 12. question • R125,000
- 13. question • R250,000
- 14. question • R500,000
- 15. question • R1,000,000

## Les gagnants
David Paterson était le seul gagnant d'un million de rand, le 19 mars 2000. Il a été le premier gagnant à l'extérieur de la version américaine du jeu.